# Dolno Sonyé
Dolno Sonyé ou Dolno Solnyé (en macédonien Долно Соње ou Долно Солње) est un village du nord de la Macédoine du Nord, situé dans la municipalité de Sopichté. Le village comptait 689 habitants en 2002. Il se trouve au sud du mont Vodno.

## Démographie
Lors du recensement de 2002, le village comptait :
- Macédoniens : 678
- Serbes : 4
- Valaques : 2
- Autres : 5